# خفافيش الأجنحة القرصية
خفافيش الأجنحة القرصية (الاسم العلمي: Thyropteridae)، فصيلة حيوانات من رتبة الخفاشيات. أعطانها أمريكا الوسطى والجنوبية، وعادًة توجد في الغابات الاستوائية المطيرة الرطبة. إنها فصيلة صغيرة جدًا، تتكون من جنس واحد مع خمسة أنواع من أحفورية.